# Drucella
Drucella là một chi rêu trong họ Lepidoziaceae.